# أبو السعود الإبياري
أبو السعود الإبياري (9 نوفمبر 1910 – 17 مارس 1969) هو كاتب سيناريو وشاعر وصحفي مصري. كتب العديد من الأفلام الكوميدية والمسرحيات، واشتهر بثنائيته الناجحة مع النجم الكبير إسماعيل ياسين. لُقب بموليير الشرق والجبل الضاحك ومنجم الذهب وجوكر الأفلام والنهر المتدفق، ويعتبر أحد رواد السينما المصرية، والذي أثرى الفن بأكثر من 500 فيلم ومسرحية، كما يعد أيضًا صاحب أشهر «الإفيهات» بالأفلام الكوميدية، بالإضافة لموهبته في كتابة الأغاني والمونولوجات.
وكتب للسينما خير أفلامها الكوميدية فألَّف معظم أفلام إسماعيل ياسين و محمد فوزي وفريد الأطرش، وأتقن تصوير الشخصيات المصرية الأصيلة وكتب الحوار السلس الذي اشتهر به منذ فيلم (لو كنت غني) لبشارة واكيم عام 1942، ومن أفلامه الكوميدية الشهيرة: (الزوجة 13)، (الزوجة السابعة)، (أنت حبيبي)، (تعالى سلم)، نشالة هانم، (عفريتة هانم)، (صغيرة على الحب)، (جناب السفير)، (هارب من الزواج)، (شباب مجنون جداً)، (طاقية الإخفاء)، (سكر هانم)، (المليونير)، (حواء والقرد)، (البحث عن فضيحة).

## النشأة
وُلد أبو السعود أحمد خليل الإبياري في 9 نوفمبر 1910 في حي باب الشعرية في القاهرة، وكان محبًا للقراءة وهو لا يزال صغيرًا، وبدأت موهبته في الكتابة مبكرًا فكان يكتب الزجل منذ طفولته، ونشرت له أول قصيدة زجل في مجلة (الأولاد)، لكن والده انزعج من أن يكون ابنه زجالًا وقام بضربه، فقرر أبو السعود عدم نشر أشعاره بعدها، لكن هذا الوضع تغير قليلاً بعد حصوله على الشهادة الابتدائية، حيث سمح له والده بالذهاب للسينما وبمشاهدة الأفلام الدرامية ما ساهم في تشيكل وعيه الفني المتنوع بين الكوميدي والتراجيدي.

## مشواره الفني

### المونولوج والمسرح
أُعجب بالكاتب الكبير بديع خيري كزجال ومؤلف مسرحي وتتبع خطاه وشجعه بديع وكان أول مونولوج يكتبه أبو السعود الإبياري هو (بوريه من الستات) للمونولوجست سيد سليمان وحقق نجاحًا كبيرًا وكتب اسكتشات فكاهية لفرقة بديعة مصابني وأول رواية (إوعى تتكلم) عام 1933 وانطلق قويًا متدفقًا غزير الإنتاج يستمد قوة إبداعاته من المفردات اللغوية التي يرددها الناس في الشوارع والحارات والمقاهي حيث كان يجلس في كازينو بديعة يدخن الشيشة.[بحاجة لمصدر]

### السينما
اضطرت المغنية السورية بديعة مصابني لإلغاء فقرة التمثيل في المسرح الخاص بها، ليجد الإبياري نفسه دون عمل بشكل مفاجئ، فالتقى صديقه وقتها الفنان بشارة واكيم ليشكي له سوء حظه وكيف يعاني من الفقر رغم أن مهنة التأليف تجلب الذهب، ولكنه على العكس يعاني البطالة، وفكر في أحواله لو كان غنيًا، وهنا قفزت إلى ذهنه فكرة أول أفلامه «لو كنت غني» والذي قام ببطولته بشارة واكيم وعرض عام 1942 بعد أن تحمست المنتجة آسيا داغر للقصة وحصل على أجر 50 جنيهًا.
التقى بعدها الفنانة عزيزة أمير التي روت له فكرتها «طاقية الإخفاء» ليكتب الفيلم الشهير الذي حمل الاسم نفسه وعُرض في بداية الأربعينيات أيضًا، وتعاون بعدها معها في «الفلوس». وأصبح اسم أبو السعود الإبياري وقتها هو الحصان الرابح في الكتابة السينمائية بتلك المرحلة، فتعاون مع أنور وجدي وماري كويني وفريد الأطرش وآسيا وعزيزة أمير.

## الثنائي الفني معإسماعيل يس

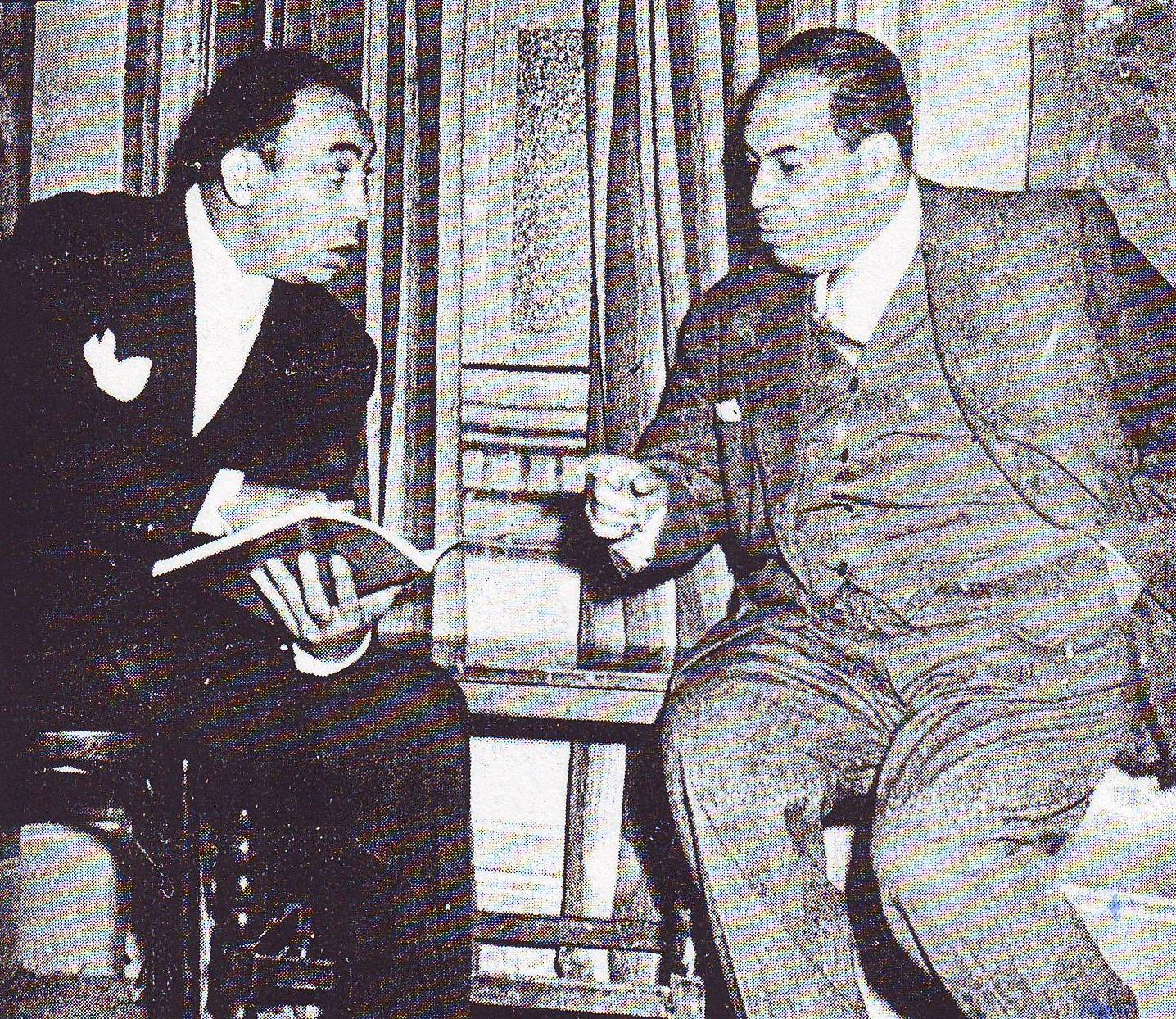
أبو السعود الإبياري مع رفيق عمره إسماعيل يس يراجعان إحدى الروايات المسرحية

وطبعاً غير سلسلة (إسماعيل يس في..) الذي أبدعها للفنان الذي قام باكتشافه وكون معه ثنائياً فنياً شهيراً حينها إسماعيل يس، فقد ألف الأغلبية العظمى من أفلامه، وأسس معه فرقة إسماعيل يس المسرحية والتي ألف من خلالها أكثر من 65 مسرحية. ومن جمل حواراته الشهيرة: (يا صفايح السمنة السايحة، يا براميل القشطة النايحة، يا حلو يا لوز من فيلم لو كنت غني لعبد الفتاح القصري وبشارة واكيم - هيا بنا هيا بنا لنستحم كلنا من فيلم ليالي الحب لعبد الحليم حافظ – دة أنا جنب منك أبقى مارلين مونرو من فيلم سكر هانم لعبد المنعم إبراهيم – عفركوش ابن برطكوش من الجن الأخضر من فيلم الفانوس السحري لإسماعيل يس).. وبرغم أن أبو السعود الإبياري مؤلف كوميدي إلا أنه ألف للفنانة فاتن حمامة عدة أفلام تعتبر من أروع أفلام السينما المصرية مثل: (اليتيمتين – ست البيت - ظلموني الناس - أخلاق للبيع) وكان هو من اكتشف الفنانة لبلبة وهو من أطلق عليها هذا الاسم الفني حيث كانت شقية وسريعة البديهة وهي صغيرة، وهو أيضاً من أعطى أول بطولة لعادل إمام وميرفت أمين في حياتهم الفنية من خلال فيلم (البحث عن فضيحة).

## أغانيه

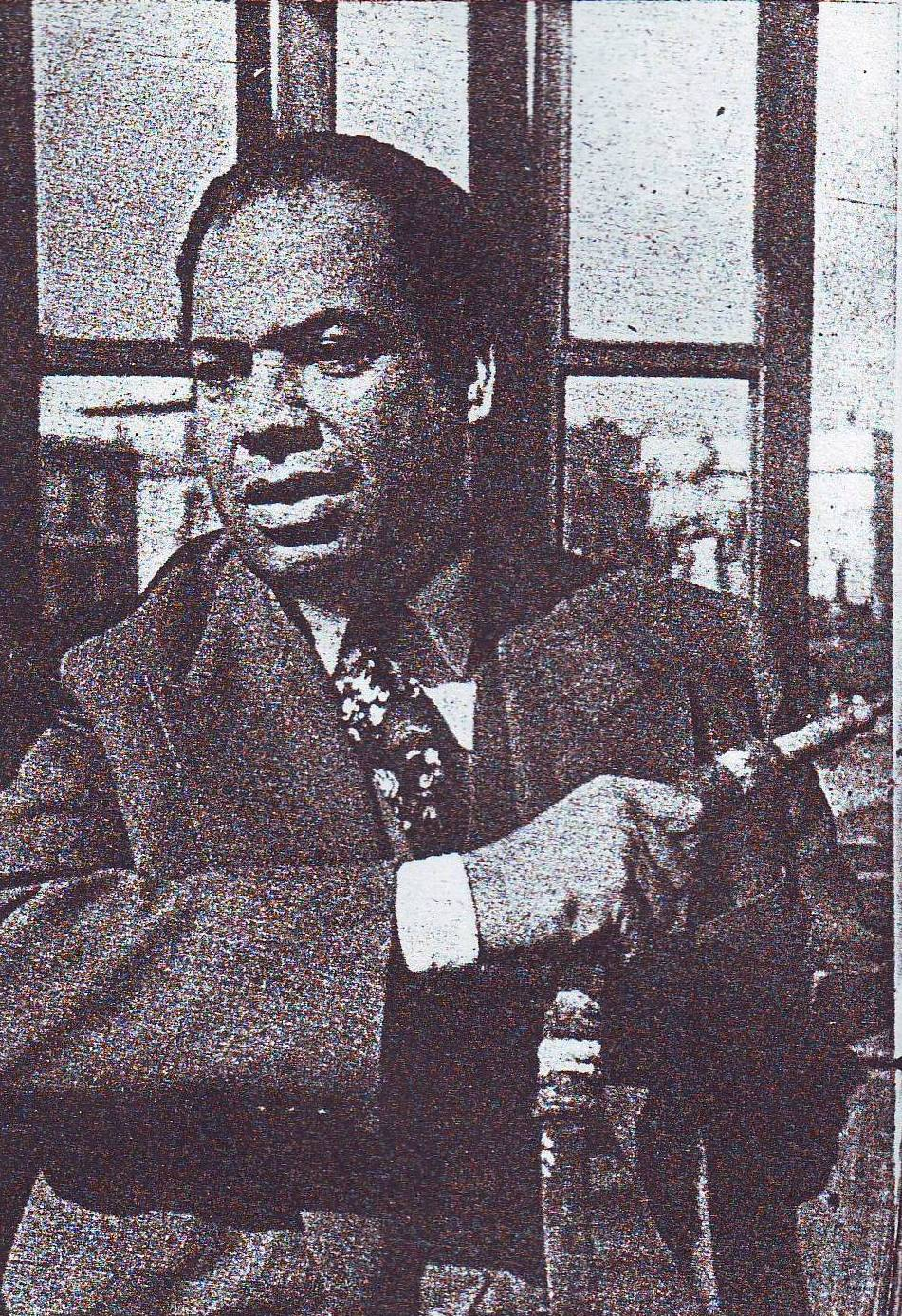
أبو السعود الإبياري يدخن الشيشة

ولأبو السعود الإبياري عدد كبير من الأغاني الشهيرة والذي تعدى الثلاثمائة أغنية ومنها: (يا نجف بنور يا سيد العرسان لعبد العزيز محمود – يا وله يا وله لعبد الغني السيد – البوسطجية اشتكوا لرجاء عبده – تاكسي الغرام لعبد العزيز محمود – واحد إتنين لشادية – استعراض العقلاء لإسماعيل يس – عاوز أروَّح لسعاد مكاوي – سلم علَّي لليلى مراد - لقيته وهويته لشادية – يا عوازل فلفلوا لفريد الأطرش – قلبي دليلي لليلى مراد – الحب له أيام لمحمد فوزي[ ؟ ] وشادية – العدس الليلة ليلة عيده لنعيمة عاكف - يا رايحين للنبي الغالي لليلى مراد - معانا ريال لفيروز[ ؟ ] - قالوا البياض أحلى ولا السمار أحلى لسعاد مكاوي - يا حسن يا خولي الجنينة لشادية - فستان الزفاف والطرحة لشادية - إحنا التلاتة سكر نباتة للثلاثي شادية وإسماعيل يس وشكوكو).

## عمله بالصحافة
عمل أبو السعود الإبياري بالصحافة في الخمسينيات فكان يكتب بمجلة «الكواكب» أسبوعياً ومجلة «أهل الفن» تحت عنوان «يوميات أبو السعود الإبياري».

## الألقاب

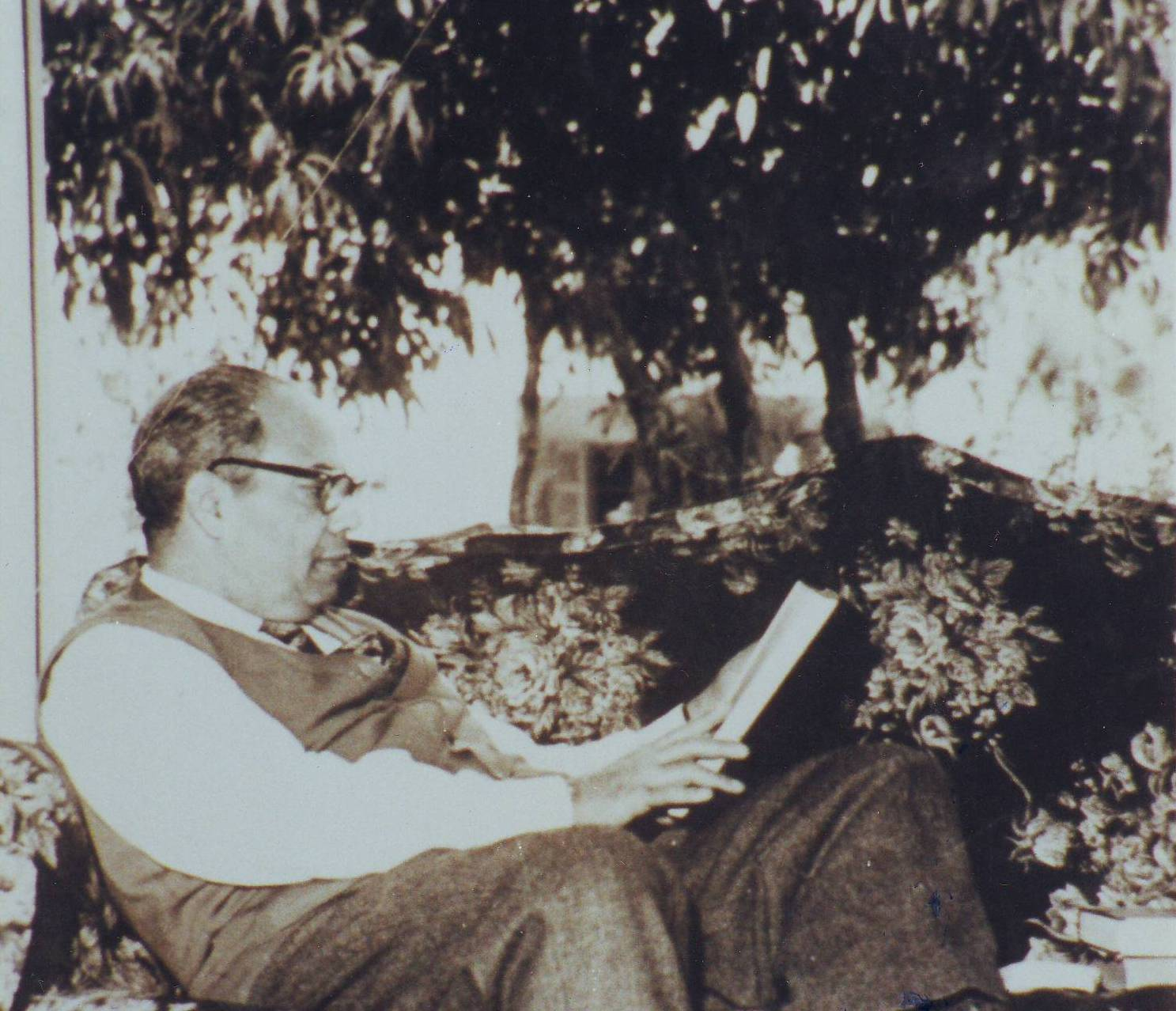
الأستاذ أبو السعود الإبياري يطالع بعض رواياته

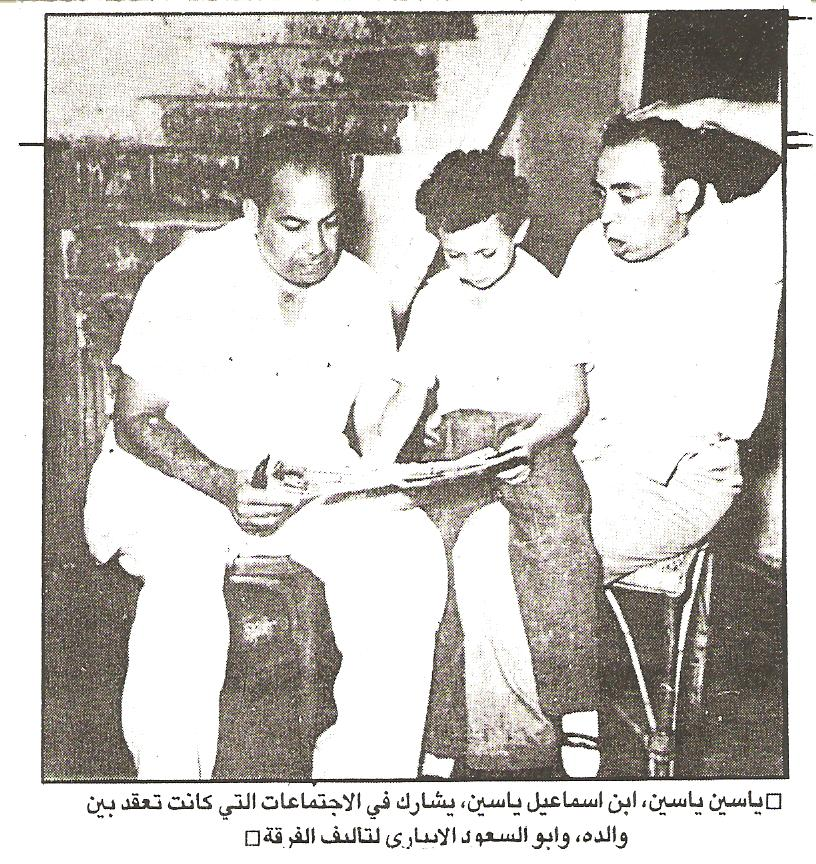
أبو السعود الإبياري مع إسماعيل يس وإبنه يس

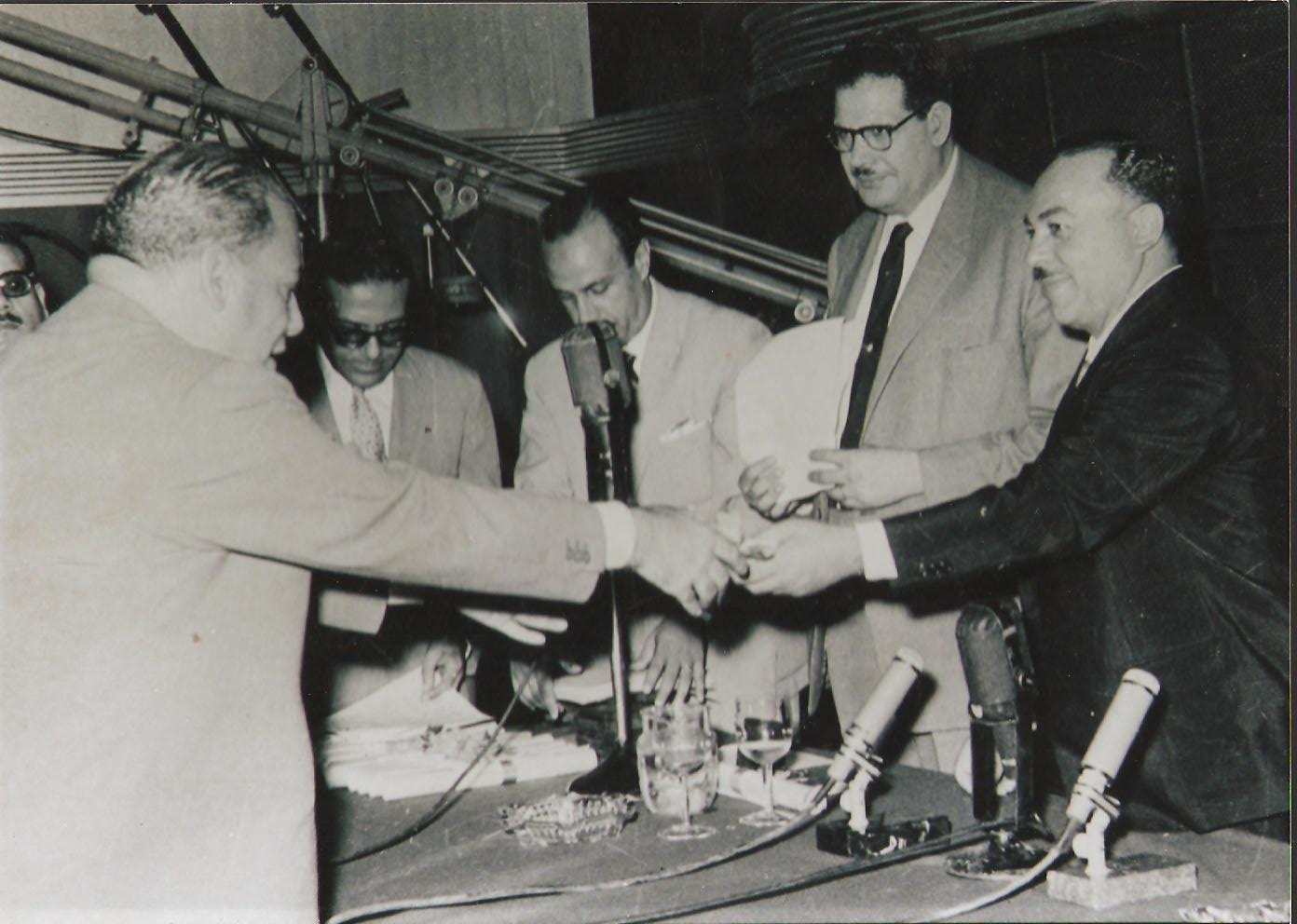
الأستاذ أبو السعود الإبياري يتسلم جائزة أحسن سيناريو عن فيلم الزوجة 13

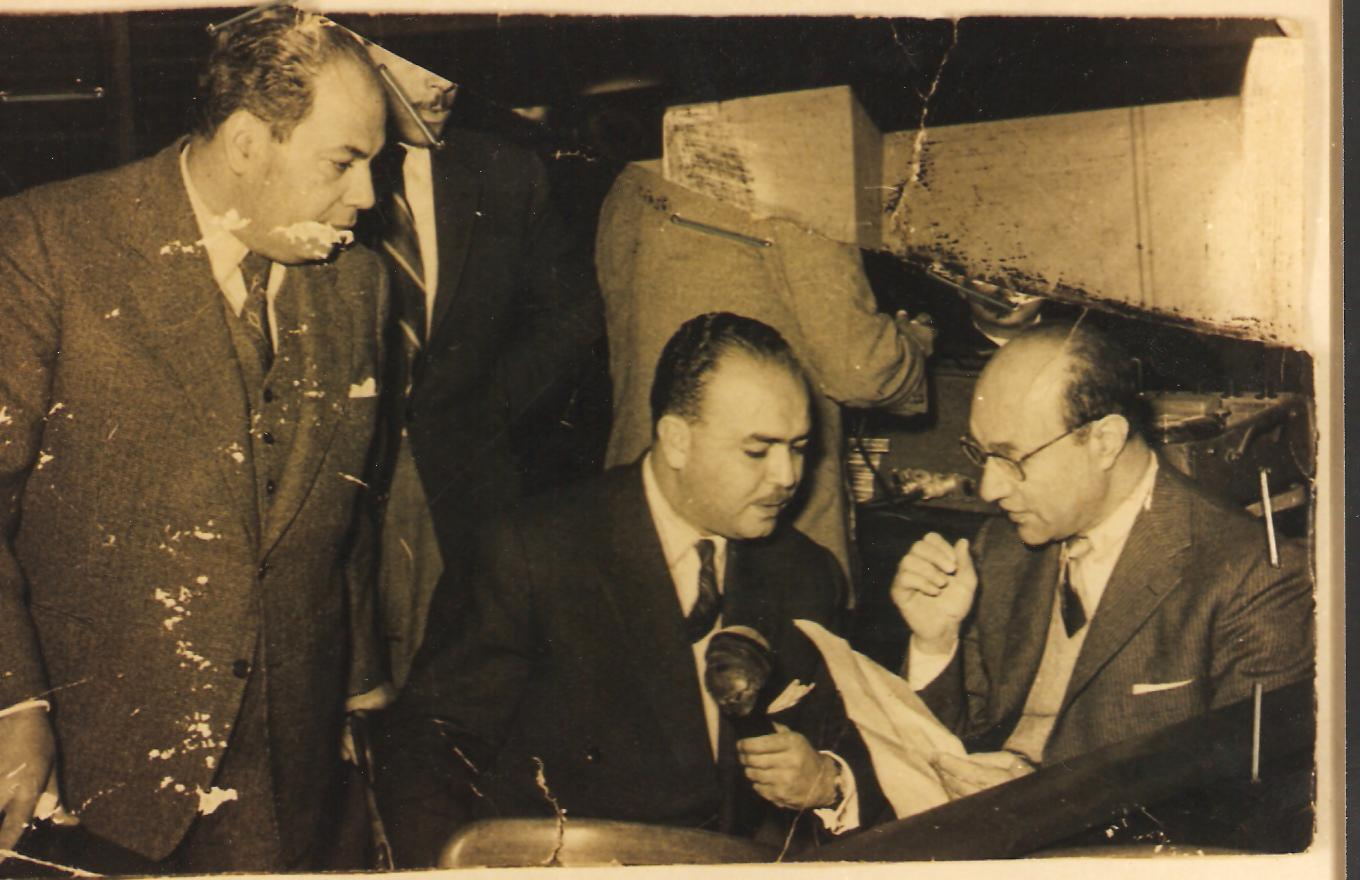
الأستاذ أبو السعود الإبياري مع موسيقار الأجيال محمد عبد الوهاب أثناء نقله لإحدى مسرحياته للإذاعة

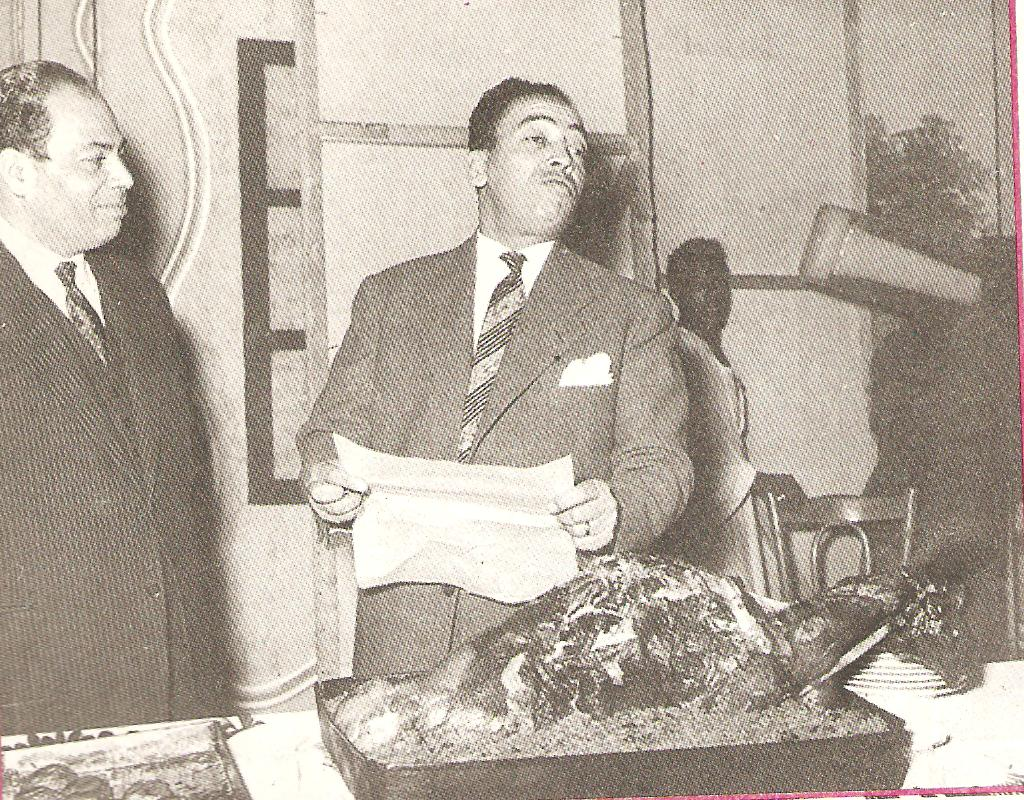
أبو السعود الإبياري مع إسماعيل يس في افتتاح فرقتهم المسرحية

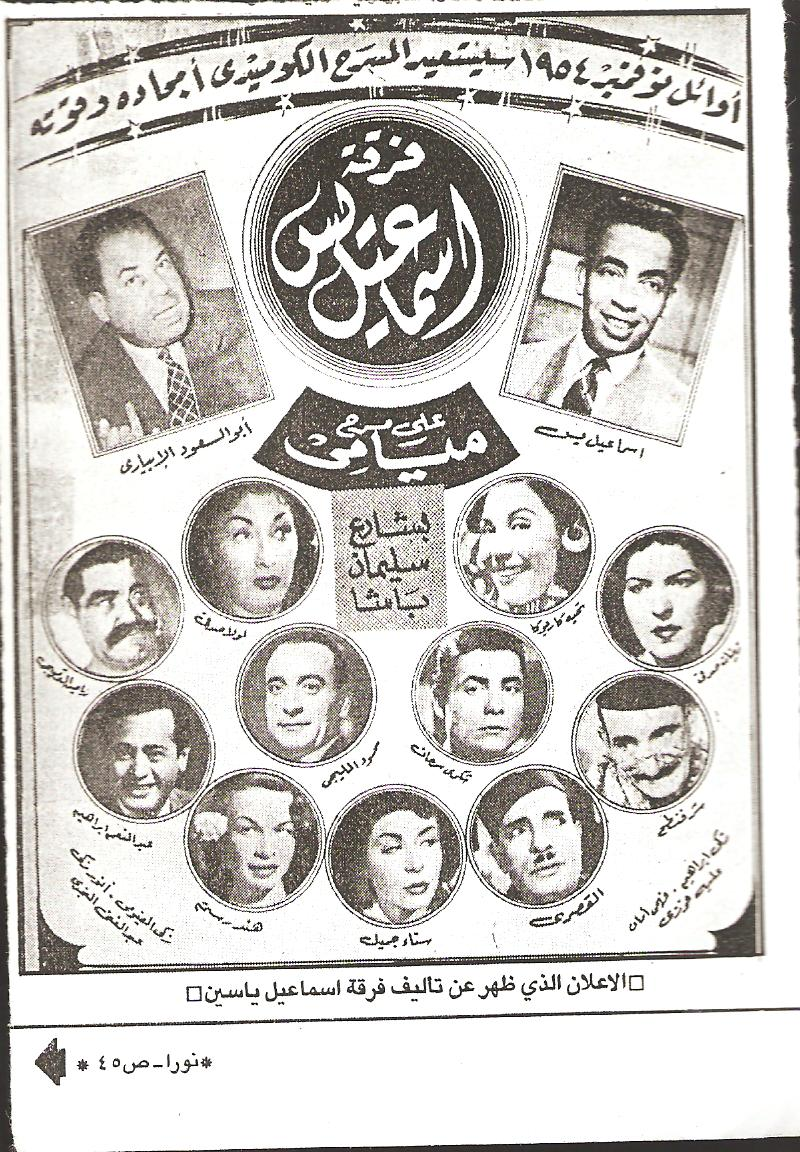
أول دعاية لافتتاح فرقة أبو السعود الإبياري وإسماعيل يس

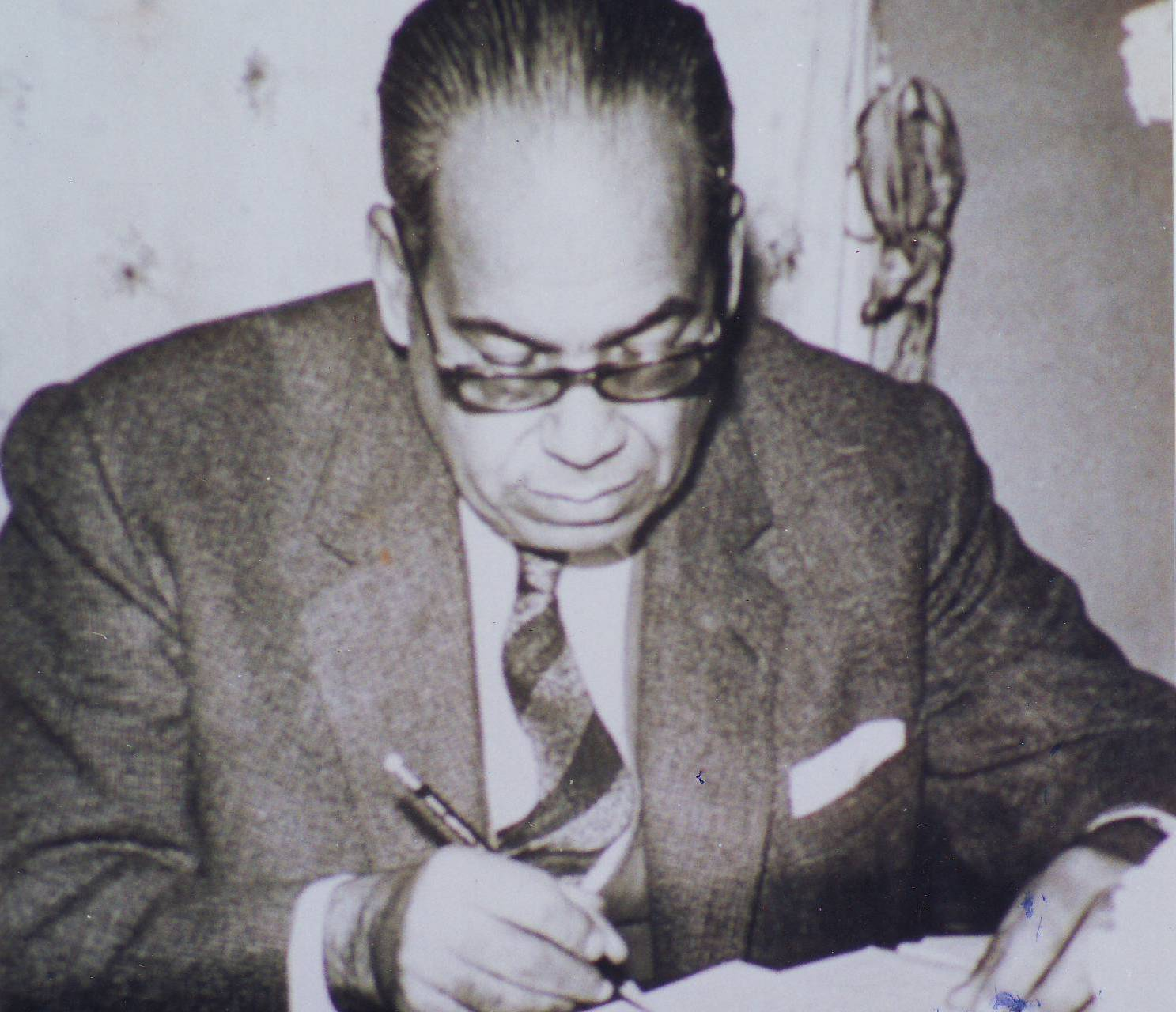
الأستاذ أبو السعود الإبياري أثناء قيامه بعمله في أواخر أيام حياته

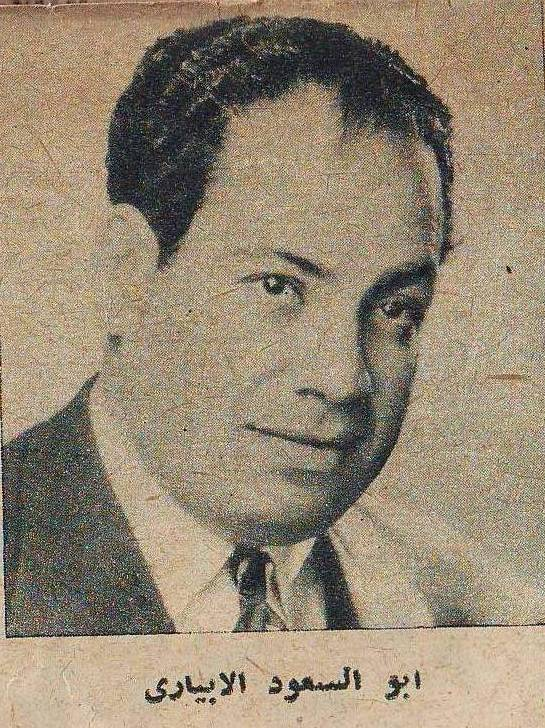
صورة قديمة لأبو السعود الإبياري

لُقِّب بعدة ألقاب منها «موليير الشرق» و«أستاذ الكوميديا» و«النهر المتدفق» و«جوكر الأفلام» و«منجم الذهب» و«الجبل الضاحك»، وأصبح أبو السعود الإبياري أكبر مؤلف له عدد من أفلام السينما المصرية، حيث ألف أبو السعود الإبياري أكثر من 500 فيلم أي يعادل 17% من تاريخ السينما المصرية.

## أعماله

### أفلام
| السنة | الأعمال |
| ----- | --- |
| 1943  | لو كنت غني |
| 1944  | أما جنان وشارع محمد علي وطاقية الإخفاء |
| 1945  | الفلوس وأحب البلدي ورجاء والحب الأول والجنس اللطيف والآنسة بوسة وتاكسي حنطور والحظ السعيد والبني آدم والقرش الأبيض وحسن وحسن                                                |
| 1946  | عودة طاقية الإخفاء والمغني المجهول وراوية وأول نظرة |
| 1947  | غني حرب وليالي الأنس وقلبي دليلي وسلطانة الصحراء وجوز الاتنين وجحا والسبع بنات والستات عفاريت                                                                               |
| 1948  | الهوى والشباب وفوق السحاب وطلاق سعاد هانم واليتيمتين والزناتي خليفة |
| 1949  | حلاوة وعلى أد لحافك ومبروك عليكي وست البيت وفاطمة وماريكا وراشيل وسر الأميرة وعقبال البكاري وعفريتة هانم وأسير العيون وليلة العيد                                           |
| 1950  | آه من الرجالة والبطل والآنسة ماما وساعة لقلبك وبنت باريز والزوجة السابعة ومعلش يا زهر وأفراح وظلموني الناس وسيبوني أغني والمليونير وآخر كدبة وياسمين وست الحسن وأخلاق للبيع |
| 1951  | بلد المحبوب وليلة الحنة وحبيبتي سوسو وفرجت والبنات شربات وتعالى سلم وحماتي قنبلة ذرية وحبيب الروح وفايق ورايق وقطر الندى                                                    |
| 1952  | ما تقولش لحد والهوا مالوش دوا وعلى كيفك ومسمار جحا وعايزة أتجوز وقدم الخير ويا حلاوة الحب وجنة ونار وأنا وحدي                                                               |
| 1953  | حظك هذا الأسبوع وبنت الأكابر وعفريت عم عبده ونشالة هانم وفاعل خير ودهب واشهدوا يا ناس وابن للإيجار وابن ذوات ولحن حبي والحموات الفاتنات ومليون جنيه                         |
| 1954  | تاكسي الغرام وبنات حواء والعمر واحد وأربع بنات وضابط وشرف البنت وعفريتة إسماعيل ياسين والظلم حرام وإلحقوني بالمأذون والأستاذ شرف وعزيزة وإنسان غلبان                        |
| 1955  | عرايس في المزاد ومملكة النساء وإسماعيل يس يقابل ريا وسكينة وصاحبة العصمة وليالي الحب وإسماعيل يس في الجيش والأرملة الطروب والمفتش العام                                     |
| 1956  | الأرملة الطروب والمفتش العام |
| 1957  | أنت حبيبي وإسماعيل يس في جنينة الحيوانات وفتى أحلامي |
| 1958  | إسماعيل يس في دمشق وإسماعيل يس طرزان والست نواعم وأيامي السعيدة |
| 1959  | كل دقة في قلبي والمليونير الفقير وإسماعيل يس في الطيران وحسن وماريكا |
| 1960  | حلاق السيدات والفانوس السحري وسكر هانم |
| 1961  | حب وعذاب |
| 1962  | ملك البترول والزوجة 13 والفرسان الثلاثة وقاضي الغرام |
| 1963  | المجانين في نعيم والعريس يصل غدا |
| 1964  | هارب من الزواج |
| 1966  | صغيرة على الحب وجناب السفير |
| 1967  | شقة الطلبة والعريس الثاني وشباب مجنون جدا والرجل المناسب |
| 1968  | حواء والقرد |
| 1970  | عريس بنت الوزير وزوجة لخمسة رجال وامرأة زوجي وشقة مفروشة |
| 1973  | البحث عن فضيحة |

### مسرحيات
- حبيبي كوكو
- عريس تحت التمرين
- الست عايزة كدة
- صاحبة الجلالة
- من كل بيت حكاية
- خميس الحادي عشر
- جوزي بيختشي
- سهرة في الكراكون
- عفريت خطيبي
- ركن المرأة
- الكورة مع بلبل
- أنا عايزة مليونير
- مراتي من بورسعيد
- روحي فيك
- كل الرجالة كدة
- فلوس وحب وزواج
- حرامي لأول مرة
- جوزي كداب
- عمارة بندق
- مراتي قمر صناعي
- كنت فين إمبارح
- يا الدفع يا الحبس
- ضميري واخد إجازة
- ليلة دخلتي
- عازب إلى الأبد
- الحب لما يفرقع
- عقول الستات
- يا قاتل يا مقتول
- المجانين في نعيم
- عمتي فتافيت السكر
- منافق للإيجار
- سنة تانية جواز
- حماتي في التلفزيون
- الحبيب المضروب
- كناس في جاردن سيتي
- 3 فرخات وديك
- علشان خاطر الستات
- إتجوزت حرامي
- هل تحبين شلبي
- زوج سعيد جداً
- بوهيجي الغرام
- سيدتي العبيطة
- حكاية جوازة
- سفير هاكاباكا
- أنا وأخويا وأخويا
- بنت ملك السجق
- عمتي فتافيت السكر

## وفاته
توفي الكاتب الكبير أبو السعود الإبياري في 17 مارس 1969 في القاهرة، رحل وترك خلفه ميراثًا فنيًا كبيرًا بين السينما والمسرح والشعر.

## أبو السعود الإبياري في الدراما التليفزيونية
تناولت شخصيته في بطولة المسلسل التليفزيوني المصري (إسماعيل يس.. أبو ضحكة جنان) والذي يسرد قصة حياة الفنان الكوميدي المصري إسماعيل يس، وقد قام بأداء شخصية الفنان المؤلف أبو السعود الإبياري الفنان صلاح عبد الله.

## وصلات خارجية
- أبو السعود الإبياري على موقع IMDb (الإنجليزية)
- أبو السعود الإبياري على موقع الدهليز
- أبو السعود الإبياري على موقع قاعدة بيانات الأفلام العربية
- أبو السعود الإبياري على موقع ميوزك برينز (الإنجليزية)
- أبو السعود الإبياري على موقع قاعدة بيانات الفيلم (الإنجليزية)
- أبو السعود الإبياري على موقع كينوبويسك (الروسية)
- معجبيه 1 على موقع Facebook أبو السعود الإبياري  على فيسبوك.
- الجروب الخاص بمعجبيه 2 على موقع Facebook أبو السعود الإبياري  على فيسبوك.
- صفحة المؤلف في قاعدة بيانات الأفلام العربية
- مطبوعات مهرجان القاهرة السينمائي الدولي - الكوميديا في السينما المصرية 2 - أبو السعود الإبياري - لـ: محمود قاسم

قالب:أدباء مصريون